# Little Misfortune
Little Misfortune es un videojuego de aventuras de fantasía oscura de 2019 desarrollado y publicado por el estudio independiente sueco Killmonday Games. Ambientado en el mismo universo que Fran Bow, el juego gira en torno al personaje principal Misfortune, quien, guiada por una voz en su cabeza, busca el premio de la felicidad eterna para su madre. 

## Modo de juego
Establecido en una perspectiva 2.5D, el jugador solo puede avanzar o retroceder. En ciertos puntos del juego, el jugador tiene que elegir por Misfortune, lo que puede desencadenar escenas animadas especiales. El juego también le pedirá al jugador que guíe la mano de Misfortune para realizar ciertas acciones o jugar minijuegos, como arreglar un jarrón roto o jugar Whac-A-Mole.

## Trama
Ambientada en 1993, Misfortune Ramírez Hernández una mexicana-Suecia, de 8 años, vive sola con sus padres pero fueron divorciados que vive a su madre, en las afueras de la ciudad ficticia de Openfields, Suecia. El narrador anuncia que hoy es el día en que Misfortune morirá, pero se sorprende cuando Misfortune dice que puede escucharlo. La voz invita a Misfortune a jugar un juego en el que tomará decisiones y que «no hay bien ni mal, solo consecuencias». Cuando supere el juego, será recompensada con el premio de la felicidad eterna. Misfortune acepta, y la voz le dice que su primera misión es salir de casa. Siguiendo sus órdenes, Misfortune es guiada por las calles de Openfields, encontrándose varias veces con un zorro antropomórfico contra el que el narrador le advierte, y que huye cuando Misfortune se acerca demasiado. Persiguiendo al zorro, Misfortune descubre un libro que explica al narrador como un ser de otra dimensión llamado «Morgo». El zorro es evidentemente un "protector" que se esfuerza por proteger a los niños de Morgo, pero tiene prohibido interactuar con ellos directamente. Al escapar de Morgo, Misfortune se encuentra en su patio trasero, viendo que su propio cadáver ha sido atropellado por un automóvil. El zorro la conduce a través de un portal donde se encuentra con la muerte, quien le dice que la estaban esperando. 

## Desarrollo
A finales de 2015, Killmonday había completado su primer juego, Fran Bow. Se había dado luz verde y se iba a lanzar en Steam. Había llevado mucho más tiempo de lo previsto y Killmonday Games se había quedado sin dinero. Las ventas del juego fueron cruciales para que pudieran seguir desarrollándose. Después del éxito de Fran Bow, Killmonday comenzó a trabajar en su entonces "juego secreto", que más tarde se convertiría en Little Misfortune . 
El 13 de julio de 2018, Killmonday anunció el título de su nuevo juego. En los meses siguientes, se cargaron actualizaciones sobre el progreso del juego en su canal de YouTube; en el momento del lanzamiento, habían subido 26 actualizaciones semanales. El 2 de septiembre, Killmonday anunció que el juego se lanzaría en poco menos de tres semanas, el 18 de septiembre de 2019. El día antes del lanzamiento se anunció que los propietarios de Fran Bow recibirían un descuento del 10% en Little Misfortune. 

## Recepción
Little Misfortune recibió críticas mixtas de los críticos, que elogiaron el estilo artístico y los aspectos temáticos del juego, pero criticaron la falta de jugabilidad del juego, el mal manejo de ciertos temas como la ingenuidad de los niños y la duración relativamente corta. En Metacritic, el juego tiene una puntuación de 57 sobre 100, lo que indica «críticas mixtas o promedio».
CD-Action le dio al juego un 45/100, escribiendo «La historia me inquietó no porque pensara: 'ese es el tipo de cosas que no deberían decirse en voz alta', sino porque pensé: es inquietante lo mal que está escrito, lo mal que representaron la ingenuidad de un niño y cómo todo es demasiado exagerado».
Rock, Paper, Shotgun le dio al juego una crítica mixta, diciendo que «algunos temas, como el abuso, sustentan toda la narrativa y funcionan en general para darle una base en lo verdaderamente desagradable. Pero otros, como el suicidio, se sienten arrojados por el valor de la conmoción antes de que nunca se los vuelva a abordar. Ese sentimiento no es ayudado por el desajuste tonal que coloca estos miedos adultos junto con un humor mucho más juvenil. Hacer una broma de caca después de una instancia de muerte de un animal no hace más que asegurarse de que se tropiecen entre sí, donde aterrizar uno solo de pie ya era complicado».
Kotaku le dio al juego una crítica más positiva, diciendo «si bien la aventura de Little Misfortune no es larga (me tomó alrededor de 2.5 horas para salir del otro lado), es muy significativa. La desgracia es un paquete de pura alegría, y es un placer pasar el tiempo con ella, incluso si sus aventuras llegan a un final abrupto. Mientras Misfortune se abre camino y se abre camino a través de las partes más oscuras de su historia, incluido un viaje a través de un club nocturno de hámsters, los jugadores serán muy conscientes del mundo siniestro en el que baila».
Adventure Gamers le dio al juego un 3,5 sobre 5 elogiando la actuación de voz y la historia del juego, mientras criticaba la falta de interactividad y moderación en «un horror exagerado».
GamersPack Dio le dio al juego una crítica positiva diciendo: «El juego puede ser un poco ligero en los desafíos o en el juego tradicional, pero está lleno de humor (oscuro) y corazón. Little Misfortune continúa por el mismo camino sombrío que Killmonday Games comenzó con Fran Bow, por lo que si te gusta la mezcla de lo lindo y lo macabro, este es para ti».